# Podor
Podor è una città nel nord del Senegal, distante 215 km da Saint-Louis. Il nome dovrebbe derivare dal fatto che, nel XVII secolo, nella zona sarebbero venuti dei commercianti a vendere pentole d'oro.

## Storia
Podor è l'antica capitale di uno dei primi regni della regione. Nel XVII secolo, la città divenne una tappa essenziale per il commercio di schiavi, avorio e gomma sulla strada verso il Regno di Galam. Nel 1854 i francesi del generale Louis Faidherbe costruirono un forte in 3 mesi. Ristrutturato nel 2006, è oggi un'importante attrazione turistica.

## Popolazione
La maggior parte della popolazione sono pastori, pescatori e agricoltori.

## Società

### Religione
A Podor vengano venerati alcuni grandi santi dell'Islam che vi hanno vissuto:
- El Hadji Malick Sy
- Khan
- Madiou
- Gollere Bamba
- Bode Bal

## Amministrazione

### Gemellaggi
- Trappes